# Wruda (przystanek kolejowy)
Wruda (ros. Вруда) – przystanek kolejowy w miejscowości Wruda, w rejonie wołosowskim, w obwodzie leningradzkim, w Rosji. Położony jest na linii Petersburg – Iwangorod – Tallinn.

## Historia
Stacja kolejowa powstała w XIX w. na trasie Kolei Bałtyckiej. Przebudowana do przystanku w XXI w.